# Orient Avia
Orient Avia (ryska: Ориент Авиа) var ett ryskt flygbolag vars flygnav var Sjeremetevos internationella flygplats i Moskva. Bolaget opererade planerade flyg till den ryska Fjärran Östern och charterflyg till utlandet.
Orient Avia grundades år 1994. I början hade det fyra Iljusjin Il-62 och ett Iljusjin Il-86. Två Tupolev Tu-134 köptes år 1996 för att bygga ut linjenätet, men bolaget hade finansiella problem. Det gick i konkurs den 10 juli 1997.

## Flotta
Orient Avia opererade dessa åtta flygplan:
- 4 Iljusjin Il-62M
- 1 Iljusjin Il-86
- 2 Tupolev Tu-134A-3
- 1 Tupolev Tu-154B-2